# BBC Northern Ireland
BBC Northern Ireland (in irlandese: BBC Thuaisceart Éireann, in scozzese dell'Ulster: BBC Norlin Airlan) è la sezione della BBC per l'Irlanda del Nord. 
È una delle tre regioni nazionali della BBC, insieme a BBC Scotland e BBC Cymru Wales. Con sede a Broadcasting House, Belfast, fornisce servizi televisivi, radio, televisivi interattivi e web. Nella BBC dell'Irlanda del Nord vi lavorano oltre 700 persone, in gran parte a Belfast.